# Brenda Beenhakker
Brenda Beenhakker (18 de febrero de 1977) es una deportista neerlandesa que compitió en bádminton. Ganó una medalla de bronce en el Campeonato Europeo de Bádminton de 2002, en la prueba individual.

## Palmarés internacional
| Campeonato Europeo | Campeonato Europeo | Campeonato Europeo | Campeonato Europeo |
| Año                | Lugar              | Medalla            | Prueba             |
| ------------------ | ------------------ | ------------------ | ------------------ |
| 2002               | Malmö (Suecia)     | Medalla de bronce  | Individual         |